# Хейн, Бен
Бернардюс Хендрикюс (Бен) Хейн (нидерл. Bernardus Hendricus "Ben" Heijn; 10 января 1917, Гаага — 11 февраля 1995, Амстердам) — нидерландский легкоатлет и футболист, игравший на позиции нападающего. Выступал за амстердамские команды ДВС и «Аякс».

## Спортивная карьера
С 1935 года Бен Хейн выступал в составе амстердамского клуба ДВС. В 1940 году он оказался в другом амстердамском клубе — «Аяксе». Бен имел отличную скорость и был довольно известным спринтером. В июне 1933 года в составе легкоатлетической команды АВ '23 он улучшил национальный рекорд страны в эстафете 10x100 метров, показав результат 1 мин. 49,1 сек.
В первой команде «Аякса» Хейн дебютировал 20 октября 1940 года, выйдя на замену в гостевом матче 5-тура чемпионата с клубом «Ксерксес». 23-летний нападающий появился во втором тайме вместо Эрвина ван Вейнгардена. Свой второй и последний матч за «Аякс» он отыграл 27 октября против клуба ВЮК, который завершился победой амстардамцев со счётом 5:1.

## Личная жизнь
Бен родился в январе 1917 года в городе Гаага. Отец — Бернардюс Хейн, мать — Герритье Кип.
Во время Второй мировой войны работал на территории Германии. В феврале 1995 года он умер в Амстердаме во время операции на сердце.